# Malcolm Pearson, barone Pearson di Rannoch
Malcolm Pearson, barone Pearson di Rannoch (Devizes, 20 luglio 1943), è un politico britannico.

## Carriera politica
Nel 1990 gli è stato assegnato il titolo di Barone Pearson di Rannoch, di Bridge of Gaur nel distretto di Perth e Kinross, a vita. Lord Pearson è stato membro del Partito Conservatore britannico ("Tories") per molti anni; si è dimesso il 7 gennaio 2007.
Pearson è stato un euroscettico di lunga data. Insieme ai tre colleghi conservatori ha chiamato gli elettori nel maggio 2004 a sostegno del Partito per l'Indipendenza del Regno Unito (UKIP). Fu quindi escluso dalla fazione di Tories. Dapprima rimase membro dei Tories e li rappresentò come un "conservatore indipendente". Ha minacciato di diventare membro dell'UKIP, cosa che ha fatto nel gennaio 2007. Egli ha anche criticato David Cameron (primo ministro e presidente Tory) a causa della visione di Pearson di un atteggiamento critico nei confronti dell'UE, citando il rifiuto di Cameron di dire alla gente nel Regno Unito degli aspetti negativi dell'adesione della Gran Bretagna all'UE.
Pearson ha cercato di convincere la Gran Bretagna a uscire dall'UE. Nel novembre 2006, ha presentato un progetto di legge intitolato European Union Bill, che prevedeva un'analisi costi-benefici dell'adesione della Gran Bretagna all'UE.
Nel settembre 2009, annunciò di candidarsi per la carica di presidente dell'UKIP, dopo le dimissioni di Nigel Farage. È stato eletto alla convention del partito ed è entrato in carica il 27 novembre 2009. Nell'agosto 2010, nove mesi dopo, ha rassegnato le dimissioni. Nelle successive elezioni del partito Farage è stato rieletto presidente dell'UKIP.

## Famiglia
Pearson è sposato per la terza volta con Caroline St Vincent Rose dal 1997. In precedenza era stato sposato con Francesca Frua de Angeli (1965-1970; con la quale ha avuto una figlia) e l'on. Mary Charteris (1977-1997; dalla quale ha avuto due figlie).